# 浜北警察署
浜北警察署（はまきたけいさつしょ）は、
静岡県浜松市浜名区にある警察署である。同区の一部を管轄区域としている。なお、隣接地に西部免許センターがあるため、同署では静岡県内の警察署では唯一、免許更新業務は行われていない。又、同署所在地は2024年1月1日に浜名区と改称されたが浜北の名称は変更されていない。

## 所在地
住所
静岡県浜松市浜名区小松3218
交通
- 鉄道：遠州鉄道 - 遠州小松駅下車。徒歩約15分。
- バス：遠鉄バス - 「100浜北医大三方原聖隷線」西部免許センター停留所下車。

## 管轄
- 浜松市浜名区 - 北浜・浜名・中瀬・赤佐・麁玉の各地区

## 沿革
- 1990年（平成2年）4月1日 - 設置。
- 2007年（平成19年）4月1日 - 浜松市の政令指定都市移行にあわせ、静岡県内の警察署管轄区域の再編が行われ、積志地区・笠井地区の区域は浜松東警察署に、三方原地区・都田地区・新都田地区の区域は、細江警察署に移管された。

## 組織
- 署長
- 副署長- 警務課、会計課
- 刑事課
- 生活安全課
- 地域課
- 交通課
- 警備課

## 交番・警察官駐在所
- 北浜交番（浜名区西美薗）
- 小松交番（浜名区小松）
- 浜北北部交番（浜名区新原）
- 宮口警察官駐在所（浜名区宮口）